# 수폴스 스카이포스
수폴스 스카이포스(영어: Sioux Falls Skyforce)는 미국 사우스다코타주 수폴스를 연고지로 하는 NBA G 리그 서부 콘퍼런스 소속 프로 농구 팀이면, 2006년 CBA에서 넘어온 3팀 가운데 한 팀 (수폴스 스카이포스, 아이다호 스탬피드, 다코타 위저즈)이다.

## 역대 NBA 제휴팀
| NBA 팀                  | 제휴기간      |
| ----------------------- | ------------- |
| 수폴스 스카이포스       |               |
| 디트로이트 피스턴스     | 2006년~2007년 |
| 미네소타 팀버울브스     | 2006년~2013년 |
| 올랜도 매직             | 2011년~2013년 |
| 필라델피아 세븐티식서스 | 2012년~2013년 |
| 마이애미 히트           | 2009년~현재   |

## 역대 홈경기장
| 경기장            | 사용기간      | 장소                  | 수용인원 | 비고 |
| ----------------- | ------------- | --------------------- | -------- | ---- |
| 수폴스 스카이포스 |               |                       |          |      |
| 수폴스 아레나     | 1989년~2013년 | 사우스다코타주 수폴스 | 6,113명  | 빈칸 |
| 샌퍼드 펜타곤     | 2013년~현재   | 사우스다코타주 수폴스 | 3,250명  | 빈칸 |

## 같이 보기
- 마이애미 플로리디안즈
- 마이애미 솔

## 참조
1. ↑  시즌의 뒷 해로 표기. 2006-2007 시즌의 경우 2007로 표기.